# تابوبيا غامضة
تابوبيا غامضة (الاسم العلمي:Tabebuia dubia) هي نوع من النباتات تتبع جنس التابوبيا من الفصيلة البنيونية.